# Hermann von Fehling
Hermann von Fehling (ur. 9 czerwca 1811 lub 1812 w Lubece – zm. 1 lipca 1885 w Stuttgarcie) – chemik niemiecki.
W 1835 zapisał się na Uniwersytet w Heidelbergu, aby studiować nauki przyrodnicze, koncentrując się na chemii, uzyskał w 1837 tytuł doktora. Od 1839 roku profesor chemii Politechniki w Stuttgarcie. Prowadził badania z chemii organicznej preparatywnej i chemii środków spożywczych. Badał m.in. wody mineralne. Dokonał analizy moczu. Zsyntetyzował paraldehyd, metaldehyd oraz cyjanek fenylu.
Opracował odczynnik zwany później roztworem (odczynnikiem) Fehlinga (niebieski roztwór kompleksowego siarczanu miedzi, winianu miedziowego i innych soli), stosowany w analizie chemicznej do wykrywania aldehydów, cukrów prostych (aldoz) i niektórych wielocukrów (w reakcji powstaje czerwony osad tlenku miedziowego). Metoda ta nosi obecnie nazwę próby Fehlinga.